# HD166926
HD166926 (DEREKA) — хімічно пекулярна зоря спектрального класу
A3 й має  видиму зоряну величину в смузі V приблизно  5,8.
Вона  розташована на відстані близько 156,2 світлових років від Сонця.